# 1987 год в авиации
Список событий в авиации в 1987 году.

## События
- 9 марта — первый полёт палубного истребителя Як-141.
- 31 мая — в аэропорт Лондон-сити приземлился первый самолёт.
- 17 августа — первый полёт палубного истребителя Су-33.
- 19 октября — первый полёт вертолёта Ка-126.
- 6 декабря — состоялась официальная церемония принятия на вооружение МиГ-29 ВВС Индии[1]

## Персоны

### Скончались
- 20 января — Алексей Николаевич Грацианский, лётчик-испытатель, конструктор, кандидат географических наук, Герой Советского Союза.
- 30 июля — Сергей Михайлович Егер, советский авиаконструктор, член-корреспондент АН СССР с 1984 года, доктор технических наук, Герой Социалистического Труда (1972).
- 17 сентября — Муса Гареев, советский военный лётчик, участник Великой Отечественной войны, дважды Герой Советского Союза.

#### Без точной даты
- Четвериков, Игорь Вячеславович, советский авиаконструктор, кандидат технических наук (1951).